# Голочёлово (Московская область)
Голочёлово — село Аксиньинского сельского поселения в Ступинском районе Московской области.

## История
Изначально село называлось Троицкое-Голочёлово, что на Маковце, Коломенского уезда, Московской губернии. Это древнейший коломенский Маковец, упомянутый в духовной грамоте Иоанна Калиты и Дмитрия Донского. Древнейший храм, по которому Маковец стал селом и поименовался Троицким — по сходству названия с Радонежским, но это название древнее Радонежского. Наряду с названием Троицкое-Голочёлово, употреблялось так же Троицкое на Маковце, а с 1772 года уже чаще употреблялось Голочёлово.
До Смутного времени здесь находился женский Троицкий монастырь, который был разорен. В Голочёлове находилась деревянная Никольская церковь, рядом с которой находились могилы дворян Хлоповых.

## Достопримечательности
- Свято-Троицкий храм. Кирпичная церковь в духе памятников барокко 1-й пол. XVIII века (1745 год), с трапезной и колокольней (перестроена в 1875 году). В трапезной Никольский (1871 год) и Иерусалимский (1893 год) приделы. Храм не закрывался в советское время.